# Santiago Arzamendia
Santiago Arzamendia Duarte (* 5. Mai 1998 in Wanda, Misiones, Argentinien) ist ein paraguayischer Fußballspieler, der beim spanischen Erstligisten FC Cádiz unter Vertrag steht und aktuell an Club Cerro Porteño ausgeliehen ist. Der linke Außenverteidiger ist seit März 2019 paraguayischer Nationalspieler.

## Karriere

### Verein
Santiago Arzamendia wurde im argentinischen Wanda, Misiones als Sohn paraguayischer Eltern geboren und kehrte mit 13 Jahren mit seiner Familie zurück in die Heimat, wo er in die Jugendabteilung des Club Cerro Porteño eintrat. Beim Verein aus der Hauptstadt Asunción wurde er in der Saison 2015 erstmals in die erste Mannschaft beordert. Am 9. September 2015 (2. Spieltag der Clausura) debütierte Arzamendia bei der 0:1-Auswärtsniederlage gegen Deportivo Capiatá in der höchsten paraguayischen Spielklasse. In diesem Spieljahr bestritt er nur ein Ligaspiel und auch in der folgenden Spielzeit 2016 kam der linke Außenverteidiger nur zu drei Ligaeinsätzen. Der Durchbruch in die Startformation gelang ihm in der Clausura 2017, in der er bereits 12 Ligaspiele absolvierte und mit dem Verein diese gewinnen konnte.
Am 17. Februar 2018 (3. Spieltag der Apertura) erzielte Arzamendia beim 2:0-Heimsieg gegen den Club Sol de América sein erstes Ligator für die Ciclón. In dieser Saison 2018 absolvierte er 31 Ligaspiele, in denen er vier Torerfolge verbuchen konnte. Im Spieljahr 2019 kam er in 26 Ligaspielen zum Einsatz. In den folgenden beiden Saisons verringerte sich seine Einsatzzeit auf 19 Ligaspiele im Jahr 2020 und zehn bis zum Sommer im Jahr 2021. Im Juli 2021 verließ er Südamerika und wechselte nach Spanien zum FC Cádiz. Nach 2 Jahren in Spanien kehrte er im Sommer 2023 leihweise mit Kaufoption zum Club Cerro Porteño zurück.

### Nationalmannschaft
Santiago Arzamendia war sowohl berechtigt für die argentinische als auch für paraguayische Nationalmannschaft spielberechtigt, entschied sich aber im September 2018 für letztere. Am 27. März 2019 debütierte er bei der 2:4-Testspielniederlage gegen Mexiko für die A-Nationalmannschaft der Albirroja. Im selben Jahr nahm er an der Copa América in Brasilien teil, wo er in allen vier Spiele der Auswahl in der Startformation stand.
Auch bei der Copa América 2021 war Arzamendia Teil des Kaders Paraguays. Im Zuge des Turniers kam er zu vier Einsätzen, in allen stand er in der Startelf.

## Erfolge
Club Cerro Porteño
- Paraguayischer Meister: 2015 Apertura, 2017 Clausura, 2020 Apertura